# Ojo de Agua de en Medio
Ojo de Agua de en Medio är en ort i Mexiko.   Den ligger i kommunen Moroleón och delstaten Guanajuato, i den centrala delen av landet, 240 km väster om huvudstaden Mexico City. Ojo de Agua de en Medio ligger 1 806 meter över havet och antalet invånare är 370.
Terrängen runt Ojo de Agua de en Medio är kuperad åt sydväst, men åt nordost är den platt. Runt Ojo de Agua de en Medio är det tätbefolkat, med 286 invånare per kvadratkilometer. Närmaste större samhälle är Uriangato, 7,8 km öster om Ojo de Agua de en Medio. I omgivningarna runt Ojo de Agua de en Medio växer huvudsakligen savannskog.